# IX. dalmatinska divizija NOVJ-a
Deveta dalmatinska udarna divizija NOVJ-a formirana je 13. veljače 1943. godine u Imotskom naredbom Vrhovnog komandanta NOV i POJ Josipa Broza Tita. U njen sastav su ušle Treća, Četvrta i Peta dalmatinska brigada NOVJ-a. 

## Osnutak i borbeni put Devete divizije
Divizija je osnovana u veljači 1943. pod komandantom Vickom Krstulovićem, komesaorm Ivicom Kukočem, načelnikom štaba Josipom Škorpikom i zamjenikom Ljubišom Uroševićem.
Tijekom Bitke na Neretvi divizija je vodila obrambene borbe u okolini Imotskog i u zapadnoj Hercegovini protiv četnika i njemačke vojske. Tijekom prebacivanja preko rijeke Neretve Vrhovni štab NOV-a i POJ-a je diviziju angažirao za prijenos ranjenika preko planine Prenj i zaštitu Centralne bolnice. Pokret pod teretom nosila s ranjenicima preko vrleti zaleđene planine predstavljao je za slabo obučene borce teško iskušenje. Osim gubitaka od smrzavanja, prilikom transporta ranjenika u diviziji je zavladala epidemija tifusa, koji je umanjio brojnost jedinica.
Nakon zauzimanja Nevesinja divizija je ostala u Nevesinjskom polju, angažirana u odbijanju neprekidnih talijansko-četničkih napada. Zbog umanjenog brojnog stanja i borbene efikasnosti divizija je naredbom Vrhovnog štaba NOVJ-a od 12. travnja rasformirana, kao i Četvrta i Peta dalmatinska brigada. Njihovim ljudstvom popunjene su ostale postrojbe. Za vrijeme Bitke na Sutjesci, 3. lipnja 1943. godine rasformirana je i Treća dalmatinska udarna brigada.

## Obnova divizije
Deveta dalmatinska divizija obnovljena je početkom rujna 1943. godine odlukom štaba Četvrte operativne zone Glavnog štaba NOV-a i PO-a Hrvatske u okolini Splita. Formiran je štab na čelu sa zapovjednikom Antom Baninom i političkim komesarom Edom Santinijem, a diviziju su činile Prva i novoformirana Treća dalmatinska udarna brigada. U sastav divizije ušla je 12. rujna 1943. godine i novoformirana Četvrta dalmatinska brigada, s kojom je divizija imala oko 3 500 boraca.
Od samog osnivanja Deveta dalmatinska divizija angažirana je u oštrim borbama tijekom obrane Splita. Od osnivanja Osmog dalmatinskog korpusa 7. listopada 1943. godine do kraja rata Deveta dalmatinska divizija bila je u njegovom sastavu.
Od prosinca 1943. do kraja srpnja 1944., jadransko zaleđe bilo je poprište niza dobro smišljenih i energično vođenih operacija njemačke Druge oklopne armije usmjerenih na osiguravanje vitalnih točaka i komunikacija i nanošenje što težih udaraca NOVJ-a. U svim ovim operacijama i ofenzivnim protumjerama NOVJ-a u dalmatinskom zaleđu između Livna i Like sudjelovala je i Deveta dalmatinska divizija. Ona je konačno oslobodila Livno 10. listopada 1944. godine i nakon toga predstavljala desnokrilnu napadnu kolonu koja je kroz neprijateljsku pozadinu sudjelovala ostalim postrojbama Osmog dalmatinskog korpusa tijekom Kninske operacije.
U veljači 1945. godine, divizija je sudjelovala u Mostarskoj operaciji, a tijekom ožujka i travnja u Ličko-primorskoj operaciji. Tijekom Tršćanske operacije desantom s otoka Cresa na obalu Istre izvršila je energičan upad u pozadinu teško utvrđene riječke fronte njemačkog 97. korpusa, značajno doprinoseći tempu i završnom uspjehu operacije.
Ukazom Vrhovnog štaba NOV-a i POJ-a u prosincu 1944. godine 9. dalmatinska divizija proglašena je udarnom u znak priznanja za postignute uspjehe.

## Vanjske poveznice
- Vojna povijest Hrvoje Mandić: Borbe za Mostar u veljači 1945. godine, 31. prosinca 2015., Večernji list, Zagreb
- 9th Division  - Vojska.net